# نماذج التصميم الهيكلية

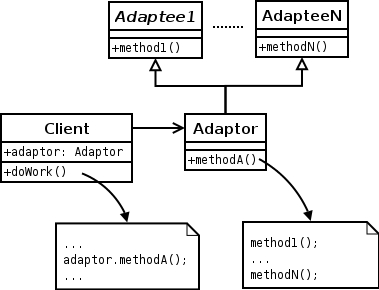

في هندسة البرمجيات، تعد أنماط أو نماذج التصميم الهيكلية أنماطاً تسهل تصميم البرمجيات من خلال تحديد طريقة بسيطة لتحقيق العلاقات بين اجزاء البرنامج.
تتضمن أمثلة الأنماط الهيكلية ما يلي:
- نمط المحول Adapter pattern : «يكيّف» واجهة واحدة لفئة في واحدة يتوقعها العميل
  - خط أنابيب المحول Adapter pipeline: استخدم محولات متعددة لأغراض التصحيح.[1]
  - نمط واجهة التعديل التحديثي Retrofit Interface Pattern:[2][3] محول يستخدم كواجهة جديدة لفئات متعددة في نفس الوقت.
- النمط التجميعي Aggregate pattern : نسخة من النمط المركب.
- نمط الجسر: فصل التجريد عن التنفيذ بحيث يمكن أن يختلفا بشكل مستقل
  - علامة مميزة أو الشاهد Tombstone: يحتوي كائن «بحث» وسيط على الموقع الحقيقي للكائن.[4]
- النمط المركب: شكل شجرة من الكائنات حيث يكون لكل كائن نفس الواجهة
- نمط الديكور: إضافة وظائف إضافية إلى كائن في وقت التشغيل حيث يؤدي التصنيف الفرعي إلى زيادة طردية في الفئات الجديدة classes
- نمط التمدد Extensibility pattern: ويعرف أيضًا باسم الإطارFramework - يخفي التعليمات البرمجية المعقدة خلف واجهة بسيطة
- نمط الواجهة Facade pattern: يقوم بإنشاء واجهة مبسطة لواجهة حالية لتسهيل الاستخدام للمهام الشائعة
- نمط Flyweight : يشترك عدد كبير من الكائنات في خصائص كائن مشترك لتوفير مساحة
- نمط العلامة Marker pattern: واجهة فارغة لربط البيانات الوصفية بـclass.
- الأنابيب والمرشحات Pipes and filters : سلسلة من العمليات حيث يكون ناتج كل عملية هو المدخلات التالية لها.
- مؤشر معتم Opaque pointer: مؤشر لنوع غير معلن أو خاص لإخفاء تفاصيل التنفيذ.
- نمط الوكيل Proxy pattern : فئة تعمل كواجهة لشيء آخر.